# 雙棲鱧
雙棲鱧為輻鰭魚綱鱸形目鱧科的其中一種，分布於亞洲印度及不丹、孟加拉的淡水流域，體長可達90公分，棲息在中底層水域，屬肉食性。

## 擴展閱讀
維基物種上的相關：雙棲鱧